# Relaciones Costa Rica-Honduras
Las relaciones Costa Rica-Honduras se refieren a las relaciones internacionales que existen entre Costa Rica y Honduras.
Históricamente, ambos países formaban parte del Imperio español hasta principios del siglo XIX. Hoy en día, ambos países son miembros de pleno derecho del Grupo de Río, de la Unión Latina, de la Asociación de Academias de la Lengua Española, de la Organización de Estados Americanos, Organización de Estados Iberoamericanos, de la Comunidad de Estados Latinoamericanos y del Caribe, y del Grupo de los 77.

## Historia
Las relaciones oficiales entre Costa Rica y Honduras se formalizaron el 1 de julio de 1839 con la firma del tratado de amistad y alianza Carrillo-Jáuregui, suscrito entre el Jefe de Estado de Costa Rica, Braulio Carrillo Colina y el Comisionado de Honduras, Felipe Jáuregui. Aunque este tratado no llegó a canjearse, a partir de su firma ambos Estados mantuvieron relaciones oficiales. El Comisionado Jáuregui fue el primer agente diplomático acreditado ante el Gobierno de Costa Rica.

## Relaciones diplomáticas
- Costa Rica tiene una embajada en Tegucigalpa.[2]
- Honduras tiene una embajada en San José.[3]